# Geotyp
Geotyp – takson niższy od gatunku (zwykle utożsamiany z podgatunkiem), służący do wyodrębniania form w obrębie danego gatunku różniących się genetycznie i oddzielonych barierami geograficznymi (np. morza, góry).